# Федерация хоккея Мексики
Федерация хоккея Мексики (исп.  Federacion Deportiva de Mexico de Hockey sobre Hielo AC) — организация, которая занимается проведением соревнований по хоккею на территории Мексики. Образована в 1984 году, член Международной федерации хоккея с шайбой с 30 апреля 1985 года. В стране — 18 залов для игры в хоккей, зарегистрировано более 1,073 хоккеистов (более 210 из них — взрослые).
Ведущие команды — «Холидей Интернейшнл», «Тайгерз» (Мехико), «Канадиенс» (Мехико). Сборная Мексики первый официальный матч провела 10 апреля 2000 года в городе Рейкьявик (Исландия), против сборной Бельгии (0:5). Сборная Мексики в официальных турнирах участвует с 2000 года.